# Autobusy miejskie w Olsztynie
Autobusy miejskie w Olsztynie – system komunikacji autobusowej obejmującej Olsztyn i ościenne gminy. Olsztyńskie linie autobusowe administrowane są przez ZDZiT Olsztyn, który podlega miejskim władzom samorządowym. Siedziba olsztyńskiego ZDZiT mieści się przy ulicy Knosały 3/5b.

## Historia
Korzeni systemu olsztyńskiej komunikacji miejskiej należy dopatrywać się w czasach przed I wojną światową a konkretnie w 1907 roku. Wtedy to po raz pierwszy ulicami stolicy Warmii i Mazur przejechał tramwaj elektryczny. Natomiast pierwsze autobusy miejskie wyjechały na olsztyńskie drogi w czasie II wojny światowej. W kwietniu 1940 roku uruchomiono dwie linie autobusowe. Jedna z nich łączyła Dworzec Główny PKP z ulicą Podleśną, przy której znajdowała się Fabryka Mebli, druga natomiast rozpoczynała się na Kolonii Mazurskiej a kończyła w Jakubowie.
Krótko po wojnie powołano Miejskie Zakłady Komunikacyjne. We wrześniu 1946 roku została uruchomiona pierwsza powojenna linia autobusowa w Olsztynie. Pętle owej trasy zostały umieszczone na Kolonii Mazurskiej oraz Zatorzu. Linia ta niedługo potem została zlikwidowana. 3 lata później doszło do otwarcia linii łączącej Plac Roosevelta z Zatorzem.
W 1950 roku otwarto linię łączącą Dajtki z Wadągiem. Początkowo na trasie pojawiły się autobusy PKS-u, jednak już rok później dzięki otrzymaniu przez MZK autobusów marki Marag, linia ta trafiła pod skrzydła zakładu. W latach 1951–1954 MZK otrzymało kolejne pojazdy, co pozwoliło na uruchomienie następnych linii.
W 1954 roku MZK przekształcono w Miejskie Przedsiębiorstwo Komunikacyjne, podległe Miejskiej Radzie Narodowej. 3 lata później przedsiębiorstwo obsługiwało 3 linie autobusowe. Prócz linii powstałej w 1950 roku oznaczonej numer 5, były to: linia numer 3, na której pojazdy kursowały z Kortowa do Sanatorium oraz linia numer 6 łącząca Likusy z Zieloną Górką.
W 1959 roku MPK zarządzało już 4 liniami autobusowymi o łącznej długości 27 km. Pasażerowie autobusów stanowili ok. 25% wszystkich ludzi przewożonych przez olsztyńskie przedsiębiorstwo. W ówczesnych czasach tabor MPK liczył 15 autobusów.
W 1967 roku Miejskie Przedsiębiorstwo Komunikacyjne w Olsztynie obsługiwało już 8 linii autobusowych, w tym jedną podmiejską pozwalającą mieszkańcom podolsztyńskich Słup na dotarcie do centrum miasta. Rok później uruchomiono kolejną linię autobusową a tabor MPK liczył wówczas 54 autobusy.
W 1970 roku oddano do użytku obecną bazę MPK przy ulicy Kołobrzeskiej. Niedługo potem całe mienie olsztyńskiego przedsiębiorstwa zostało przeniesione z dawnej siedziby przy ulicy Knosały.
W 1971 roku, po likwidacji ostatniej linii trolejbusowej, autobusy stały się jedynym środkiem komunikacji miejskiej w Olsztynie. 6 lat wcześniej na olsztyńskie ulice po raz ostatni wyjechał tramwaj. Zaraz po wycofaniu trolejbusów MPK dysponowało 10 liniami autobusowymi.
Latem 1975 roku przedsiębiorstwo zostało przekształcone w jednostkę o zasięgu wojewódzkim. W związku z tym nowa instytucja przeszła pod nadzór wojewody olsztyńskiego i otrzymała nazwę Wojewódzkiego Przedsiębiorstwa Komunikacji Miejskiej w Olsztynie. W jego skład poza olsztyńskim przedsiębiorstwem weszły jednostki w Ostródzie, Kętrzynie i Mrągowie oraz od 1978 roku również w Szczytnie. W tym czasie olsztyńskie przedsiębiorstwo posiadało 149 pojazdów obsługujących 14 linii komunikacyjnych. Trzy z nich były liniami podmiejskimi.
W 1978 roku WPKM otrzymało pierwsze autobusy typu Jelcz PR 110, których część do dziś jeździ jeszcze po olsztyńskich ulicach. Natomiast w 1985 roku wprowadzono do użytku pierwsze Ikarusy 280, które jeszcze pod koniec lat 90. były jedynymi autobusami przegubowymi w Olsztynie.
W grudniu 1990 roku WPKM zostało przekształcone w Przedsiębiorstwo Komunikacji Miejskiej w Olsztynie. W 1991 roku przedsiębiorstwo zostało spod skrzydeł wojewody olsztyńskiego przekazane Zarządowi Miasta Olsztyna. W roku 1993 natomiast powołane do życia zostało Miejskie Przedsiębiorstwo Komunikacyjne Spółka z ograniczoną odpowiedzialnością. Nowa instytucja podległa jest olsztyńskiej gminie.
W 1995 roku na olsztyńskie ulice po raz pierwszy wyjechały pojazdy niskopodłogowe. Tabor MPK liczy wówczas 156 autobusów, obsługujących 26 linii o łącznej długości 280,5 km.
W 2000 roku przewozy pasażerskie realizowane były na 32 liniach autobusowych. Wśród nich znajdowało się 26 linii miejskich (w tym jedna pośpieszna i jedna nocna) oraz 6 linii podmiejskich, kursujących do Barczewa, Dywit, Klewek, Różnowa, Słup, Kieźlin. W 2003 roku doszło do uruchomienia drugiej linii nocnej, która to jednak została później zlikwidowana.
W 2005 roku dokonano radykalnych zmian w sieci komunikacyjnej oraz rozkładzie jazdy. Zlikwidowana została linia numer 4 a wiele innych linii zmieniło swe trasy. Rok później, w grudniu zakupiono osiem sztuk nowych przegubowych autobusów marki Solaris Urbino 18 (nieco wcześniej tabor MPK wzbogacił się także o 11 używanych pojazdów marki Volvo).
1 kwietnia 2007 roku po raz drugi w historii komunikacji miejskiej w Olsztynie uruchomioną drugą linię nocną (101). Dwa miesiące później zlikwidowano starą pętlę w Kortowie, na której przez wiele lat kursy kończyły autobusy linii nr 15. W tym samym czasie doszło do otwarcia nowej pętli w Starym Dworze. 1 września 2007 roku zlikwidowano linię nr 19, a miesiąc później uruchomiono linię nr 32.
1 stycznia 2011 roku po raz pierwszy na olsztyńskiej ziemi powstał Zarząd Komunikacji Miejskiej w Olsztynie. Dzięki temu rozdzielono funkcje transportowe od tych związanych z organizacją przewozów. Po tej dacie MPK Olsztyn jest jedynie miejskim przewoźnikiem, a ZKM zajmuje się ustalaniem rozkładów, tras linii komunikacyjnych, przydziałów na dane linie, czy rodzaju autobusów je obsługujących. Zarząd ma również możliwość wyłaniania nowych przewoźników w drodze przetargu na obsługę danych linii.
1 lipca 2013 roku Zarząd Komunikacji Miejskiej, Miejski Zarząd Dróg i Mostów i Zarząd Zieleni Miejskiej zostały połączone w Zarząd Dróg, Zieleni i Transportu w Olsztynie (ZDZiT Olsztyn). ZDZiT przejął wszystkie prawa i obowiązki jednostek, które weszły w jego skład.           

## Malowanie i oznakowanie autobusów
Obecnie autobusy malowane są w barwy miejskie: górny pas w kolorze srebrnym oraz dolny w kolorze jaskrawej zieleni. Jednak wciąż spotykane są dawne malowania (górny pas w kolorze białym oraz dolny pas w kolorze czerwonym lub niebieskim oraz inne, unikatowe malowania, głównie na autobusach kupionych jako używane).